# Fukomys bocagei
Fukomys bocagei är en däggdjursart som först beskrevs av W. de Winton 1897.  Fukomys bocagei ingår i släktet Fukomys och familjen mullvadsgnagare. IUCN kategoriserar arten globalt som livskraftig. Inga underarter finns listade.
Denna mullvadsgnagare förekommer i Angola och angränsande regioner av Kongo-Kinshasa och Namibia. Habitatet utgörs av torra savanner, sandytor med sparsamt vegetation samt av öppna trädansamlingar. Individerna bildar små flockar.
Arten når en kroppslängd (huvud och bål) av 141 till 165 mm. Svansen är bara 6 till 15 mm lång, bakfötterna är 19 till 24 mm långa och yttre öron saknas. Fukomys bocagei har små ögon och en större vit fläck i ansiktet. Andra kroppsdelar är täckta av blek grå eller silvergrå päls. Djuret har långa morrhår och framtänder som delvis ligger utanför de stängda läpparna. Det finns inga rännor i de övre framtänderna. Artens händer och fötter är nakna och köttfärgade.
Denna gnagare äter rotfrukter och andra underjordiska växtdelar. Allmänt antas att levnadssättet är lika som hos andra mullvadsgnagare.